# Edward A. Murphy
Edward Aloysius Murphy jr. (Panamakanaalzone, 11 januari 1918 - 17 juli 1990) was een Amerikaanse ruimtevaartingenieur die aan veiligheid-kritieke systemen werkte en het bekendst is om de wet van Murphy die luidt:
"If there's any way they can do it wrong, they will"  (in het Nederlands: als er een manier is waarop ze het verkeerd kúnnen doen, zúllen ze het doen). 
De wet van Murphy wordt ook wel geciteerd als "Anything that can go wrong, will go wrong" (alles dat mis kan gaan, zal misgaan).
Tegenwoordig wordt met de wet van Murphy dikwijls een variant bedoeld die stelt dat "Als iets mis kan gaan, dan gaat het mis - op het slechtst denkbare moment.". Dit wordt ook de wet van bedrog of wet van Finagle genoemd.

## Levensloop
Murphy was de oudste van vijf kinderen. Na het volgen van de hogeschool in New Jersey ging hij naar de United States Military Academy (West Point), waar hij in 1940 een diploma behaalde. Hetzelfde jaar nam hij dienst bij de United States Army en in 1941 volgde de proefopleiding van de United States Air Force.
Na de Tweede Wereldoorlog, in 1947, ging Murphy werken bij het United States Air Force Institute of Technology en werd hoofd Onderzoek & Ontwikkeling bij het Wright Air Development Center of Wright-Patterson Air Force Base. Het was hier waar hij betrokken raakte in een hoge snelheid raketexperiment welke leidde tot de bekende wet van Murphy.
Er wordt gezegd dat Murphy zelf ongelukkig was met de populaire interpretaties en het grappige gebruik van zijn wet. Murphy was echter niet succesvol bij zijn pogingen om de wet toch meer serieus te nemen, en werd slachtoffer van zijn eigen wet.
Tijdens de jaren vijftig werkte Murphy aan diverse andere rakettests bij Holoman Air Force Base. Tijdens de jaren zestig werkte hij aan veiligheid en levensinstandhoudingssystemen voor het Apolloprogramma. Hij beëindigde zijn carrière met het werk aangaande proefveiligheid en automatiseerde verrichtingssystemen op de Apache-helikopter.